# Jerzy Margański

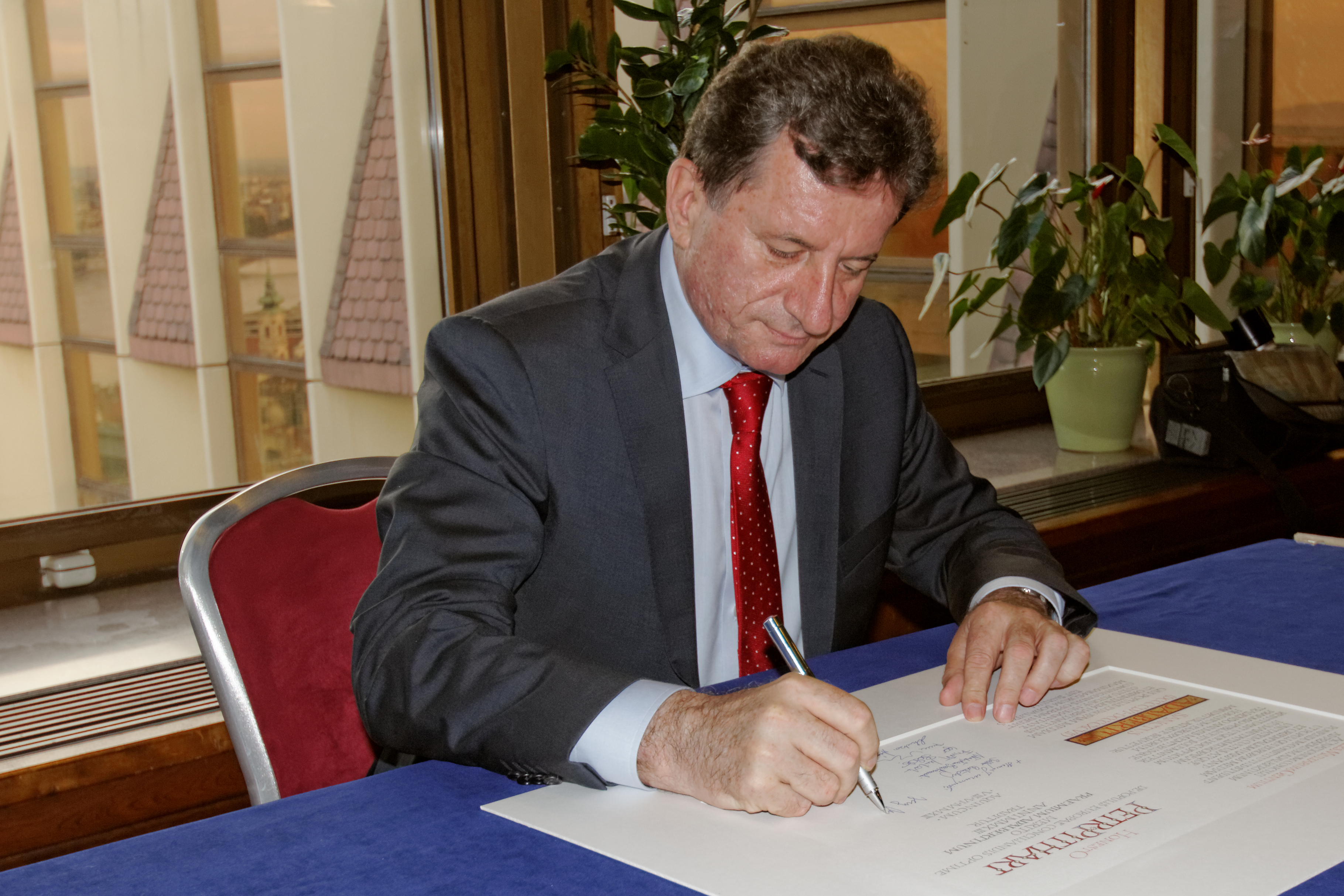
Jerzy Margański (2013)

Jerzy Józef Margański (* 27. Juli 1955 in Tarnobrzeg) ist ein polnischer Diplomat.

## Leben
Margański studierte ab 1976 Philosophie an der Universität Krakau und schloss als Magister ab. Er war als Dolmetscher und in der Hochschullehre tätig. 1985 ging er mit seiner Familie als Stipendiat der Gemeinschaft für studentischen Austausch in Mittel- und Osteuropa nach Freiburg im Breisgau und studierte unter anderem bei Heinrich August Winkler. 1990 wurde er mit einer Dissertation über die Philosophie Georg Wilhelm Friedrich Hegels promoviert.
Ab 1990 arbeitete Margański in der polnischen diplomatischen Vertretung in Bonn und wurde in Warschau im Außenministerium eingesetzt. 1997 bis 1999 leitete er die polnische Botschaft in Berlin. 2001 bis 2005 war er polnischer Botschafter in der Schweiz, danach arbeitete er in der Europaabteilung des Außenministeriums in Warschau. Ab Juli 2008 bis 2013 war er polnischer Botschafter in Österreich.
Ab Februar 2013 bis 2016 war Margański polnischer Botschafter in Deutschland.